# Laurence Côte

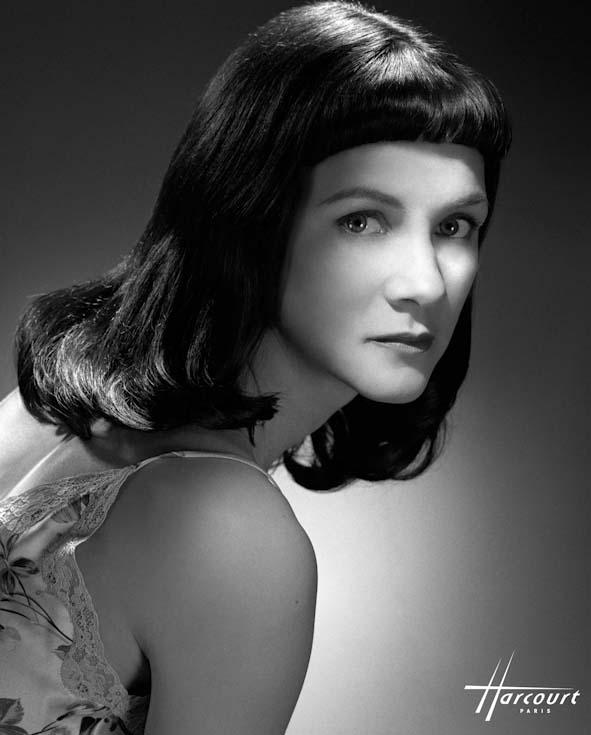
Laurence Côte

Laurence Côte (* 11. Februar 1966 in Lyon) ist eine französische Schauspielerin.

## Leben
Côte wurde in Lyon geboren, wuchs jedoch bei Adoptiveltern in Autun auf. Sie legte ihr Baccalauréat ab und studierte Schauspiel am Cours Florent und an der École de la rue Blanche. Nach ersten kleineren Rollen beim Film machte Côte 1989 in Jacques Rivettes Die Viererbande erstmals auf sich aufmerksam. Weitere Filme, die dem Autorenkino zugeordnet werden können, folgten, darunter Jacques Doillons Die Rache einer Frau (1990) und Jean-Luc Godards Spätwerk Nouvelle vague, wo sie neben Alain Delon die junge Gouvernante Cécile spielte. Im Jahr 1995 arbeitete sie erneut mit Jacques Rivette zusammen und hatte in seinem Film Vorsicht: Zerbrechlich! neben Nathalie Richard und Marianne Denicourt eine der Hauptrollen inne.
Für ihre Darstellung der Kleinkriminellen Juliette in André Téchinés Filmdrama Diebe der Nacht wurde Côte 1997 mit dem César als Beste Nachwuchsdarstellerin ausgezeichnet. Weitere Erfolge hatte Côte mit den Kinofilmen Encore – Immer wieder die Frauen … (1996), In den Fußstapfen meines Vaters (1999) sowie Unsere lieben Kleinen (2003). Gelegentlich spielt Côte auch in deutschen Filmproduktionen mit, so 2000 im Episodenfilm Drogenszenen. Côte tritt unregelmäßig am Theater auf und ist als Dozentin am Cours Florent tätig.

## Filmografie (Auswahl)
- 1987: Schnittwunden (Travelling avant)
- 1988: Der Kuß des Tigers
- 1989: Die Viererbande (La bande des quatre)
- 1990: Nouvelle vague
- 1990: Der kleine Tod der feinen Damen (Dames galantes)
- 1990: Die Rache einer Frau (La vengeance d’une femme)
- 1991: Das Leben der Toten (La vie des morts)
- 1993: Ein Koffer voller Bargeld (Colis d’oseille)
- 1995: Vorsicht: Zerbrechlich! (Haut bas fragile)
- 1996: Diebe der Nacht (Les voleurs)
- 1996: Encore – Immer wieder die Frauen … (Encore)
- 1997: Alissa
- 1998: Verkehrte Welt – Le monde à l’envers (Le monde à l’envers)
- 1999: In den Fußstapfen meines Vaters (Je règle mon pas sur le pas de mon père)
- 2003: Unsere lieben Kleinen (Nos enfants cheris)
- 2005: Looking for Cheyenne (Oublier Cheyenne)
- 2007: Die Kammer der toten Kinder (La chambre des morts)
- 2009: Agatha Christie: Mörderische Spiele (Les petits meurtres d’Agatha Christie, Fernsehserie, 1 Folge)
- 2015: Die Räuber (Les brigands)
- 2017: Grain de poussière (Kurzfilm)
- 2018: Roulez jeunesse
- 2022: Simone, le voyage du siècle
- 2024: Le tableau volé